# Jan Stanisław Ossoliński
Jan Stanisław Ossoliński herbu Topór (ur. w 1689, zm. 20 kwietnia 1770) – generał major wojsk koronnych, kasztelan gostyniński w latach 1754–1770, stolnik podlaski w latach 1710–1716, starosta drohicki w latach 1716-1757.
Poseł na sejm z limity 1719/1720 roku z ziemi drohickiej.
Poseł ziemi nurskiej na sejm nadzwyczajny 1733 roku. Jako poseł na sejm elekcyjny i deputat ziemi drohickiej podpisał pacta conventa Stanisława Leszczyńskiego w 1733 roku. Poseł ziemi drohickiej na sejm 1740 roku.

## Pochodzenie
Był najmłodszym z synów Maksymiliana Ossolińskiego – sekretarza pieczęci większej, chorążego drohiczynskiego i Teodory Krassowskiej herbu Ślepowron.

## Majątek
Po ojcu dziedziczył Mokobody i Targowiska z dworem i wsią Czarna Średnia i Czarna Cerkiewna, od Wiktoryna Kuczyńskiego wykupił 24 czerwca 1721 roku Sterdyń, Chądzyń, Chądzynek, Blochów.

## Potomstwo
Żona Ludwika Załuska w 1721 r., córka Aleksandra Józefa Załuskiego – wojewody rawskiego; wniosła mu majątek Wyszków nad Liwcem. W Wyszkowie fundował barokowy kościół parafialny i wybudował okazały barokowy pałac, zniszczony w czasie I wojny światowej, a następnie rozebrany.
W Czarnej Cerkiewnej w roku 1733 ufundował świątynię unicką.
Miał z Ludwiką Załuską
córki:
- Franciszkę Ossolińską wydaną za Kazimierza Kuczyńskiego – podstolego podlaskiego, zmarłą w roku 1728, nie pozostawiając z tego związku żadnych dzieci,
- Dorotę Ossolińską wydaną za Józefa Druckiego-Lubeckiego, a po jego śmierci za Mateusza Ogińskiego – starostę w Mereczu na Litwie,
- Teresę, wydaną za Michała Kuszla – stolnika podlaskiego
- Antoninę wydaną za Józefa Karczewskiego – starostę liwskiego i budziszowskiego

synów:
- Aleksandra Macieja (zm. w 1804 r. w Rudce) – miecznika wielkiego litewskiego, starostę sokołowskego, drohickego, sulejowskego, mszczonowskiego
- Antoniego (zm. po 1788) – starostę sulejowskiego